# Blepharis cuanzensis
Blepharis cuanzensis là một loài thực vật có hoa trong họ Ô rô. Loài này được Welw. ex S.Moore mô tả khoa học đầu tiên năm 1880.